# Somerset County (Pennsylvania)
Somerset County ist ein County im US-Bundesstaat Pennsylvania. Bei der Volkszählung im Jahr 2020 hatte das County 74.129 Einwohner und eine Bevölkerungsdichte von 27 Einwohnern pro Quadratkilometer. Der Verwaltungssitz (County Seat) ist Somerset.

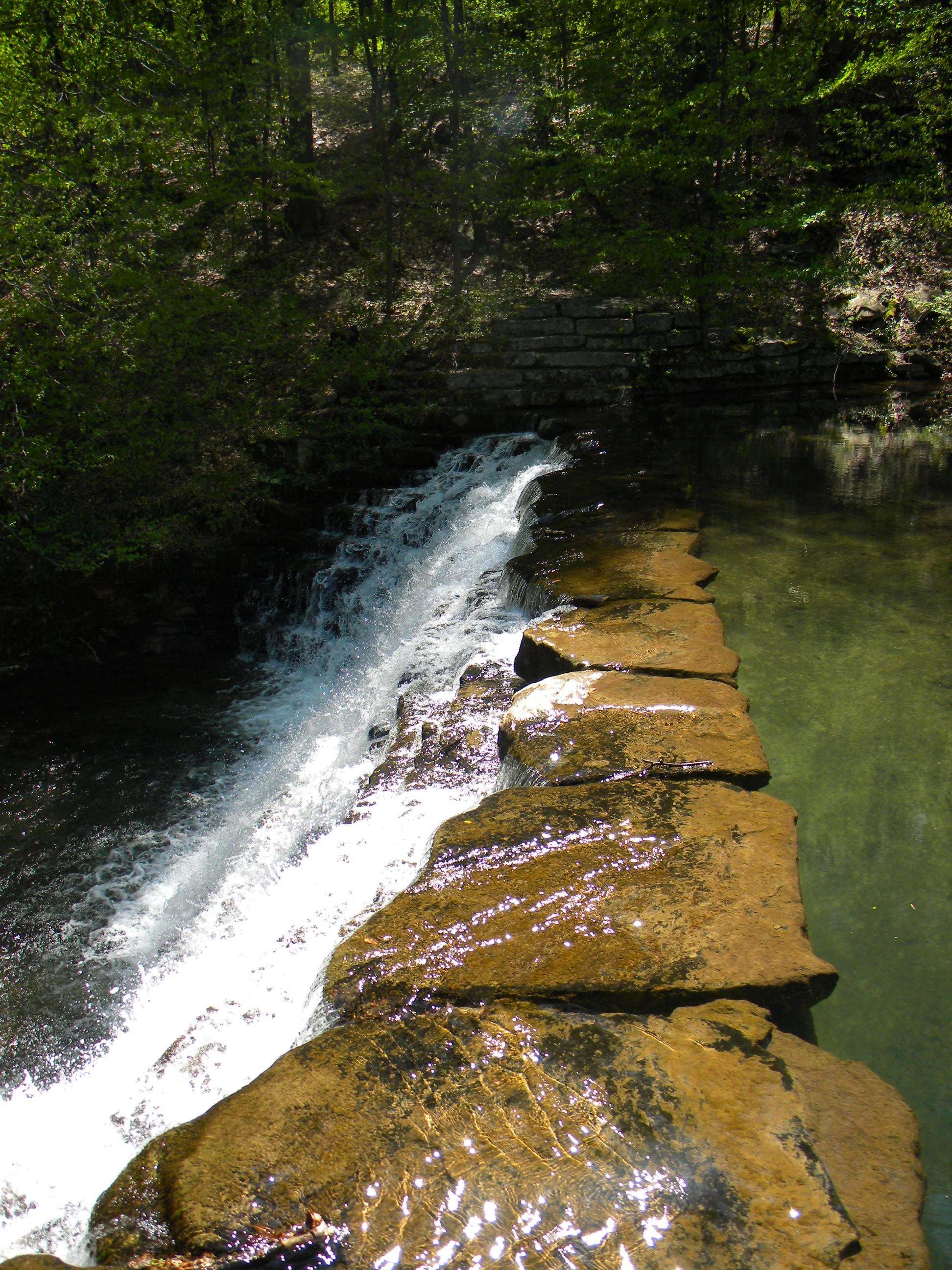
Der Jones Mill Run Dam im Laurel Hill State Park

## Geschichte
Das County wurde am 17. April 1795 gebildet und nach der englischen Grafschaft Somerset benannt, der Heimat vieler früher Siedler.
32 Bauwerke und Stätten des Countys sind im National Register of Historic Places (NRHP) eingetragen (Stand 24. Juli 2018).

## Geographie
Nach Angaben des U.S. Census Bureau Das County hat eine Fläche von 2800 Quadratkilometern, wovon 17 (0,6 %) Quadratkilometer Wasserfläche sind.

## Orte im Somerset County
Das Somerset County ist unterteilt in 50 Gemeinden, davon 25 Boroughs und 25 Townships. Zu Statistikzwecken führt das U.S. Census Bureau fünf Census-designated places. Diese sind Teil eines Townships und haben keine Selbstverwaltung.

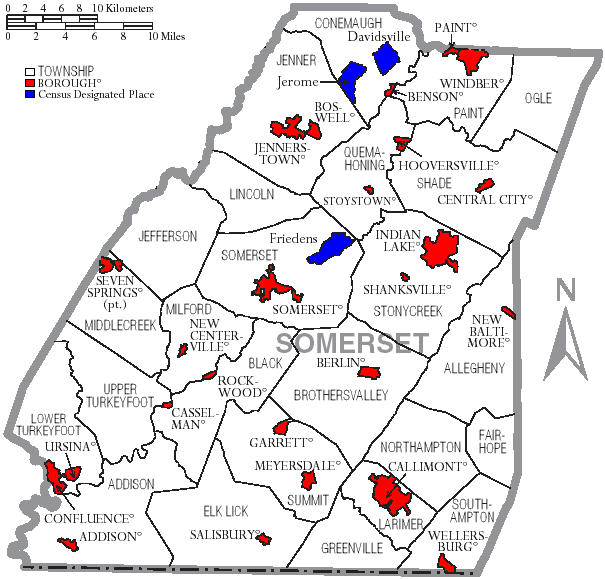
Karte des Somerset Countys

Boroughs
| - Addison - Benson - Berlin - Boswell - Callimont - Casselman - Central City | - Confluence - Garrett - Hooversville - Indian Lake - Jennerstown - Meyersdale - New Baltimore | - New Centerville - Paint - Rockwood - Salisbury - Seven Springs1 - Shanksville - Somerset | - Stoystown - Ursina - Wellersburg - Windber |

Townships
| - Addison Township - Allegheny Township - Black Township - Brothersvalley Township - Conemaugh Township - Elk Lick Township - Fairhope Township - Greenville Township - Jefferson Township | - Jenner Township - Larimer Township - Lincoln Township - Lower Turkeyfoot Township - Middlecreek Township - Milford Township - Northampton Township - Ogle Township - Paint Township | - Quemahoning Township - Shade Township - Somerset Township - Southampton Township - Stonycreek Township - Summit Township - Upper Turkeyfoot Township |

Census-designated places (CDP)
| - Cairnbrook - Davidsville - Edie | - Friedens - Jerome |

Unincorporated Communitys
| - Acosta - Deal - Gray | - Jenners - Markleton - Springs |

1 – teilweise im Fayette County